# Petritoli
Petritoli é uma comuna italiana da região dos Marche, província de Fermo, com cerca de 2.528 habitantes. Estende-se por uma área de 23 km², tendo uma densidade populacional de 110 hab/km². Faz fronteira com Carassai (AP), Monte Giberto, Monte Vidon Combatte, Montefiore dell'Aso (AP), Monterubbiano, Ponzano di Fermo.

## Demografia
| Variação demográfica do município entre 1861 e 2011                               |
|                                                                                   |
| Fonte: Istituto Nazionale di Statistica (ISTAT) - Elaboração gráfica da Wikipedia |